# Real Sociedad de Zacatecas
La Real Sociedad Deportiva de Zacatecas, SA de CV, nota semplicemente come Real Sociedad de Zacatecas, è stata una società calcistica messicana con sede a Zacatecas.

## Storia
Il club nacque nel 1996 e venne incorporato alla Primera A occupando uno dei due slot lasciati liberi nell'ottica di espansione della lega. Alla sua prima stagione terminò sesto qualificandosi per la Liguilla dove fu però estromesso dall'Atlético Hidalgo in semifinale. Nel Torneo di Invierno 1997 terminò al secondo posto dietro all'Atlético Mexiquense qualificandosi di nuovo per i playoff dove, dopo aver eliminato Irapuato e Venados de Yucatán rispettivamente ai quarti ed in semifinale, fu sconfitto in finale dal Pachuca.
Negli anni seguenti riuscì a classificarsi solo altre due volte ai playoff per la promozione, nei tornei di Invierno 1999 e Invierno 2000 dove però venne eliminato prima di raggiungere la finale.
Il club scomparve al termine del torneo Verano 2003 a causa della cattiva amministrazione da parte del Grupo Modelo e del governo di Zacatecas, trasferendosi nella città di Altamira dove diede vita all'Estudiantes de Altamira.
Nel 2014 la città di Zacatecas tornò ad avere una squadra di calcio in seconda divisione grazie alla creazione del Club Deportivo Mineros de Zacatecas, considerato il successore della Real.

## Risultati
- Primera División A

Finalista: Invierno 1997